# Sh2-101

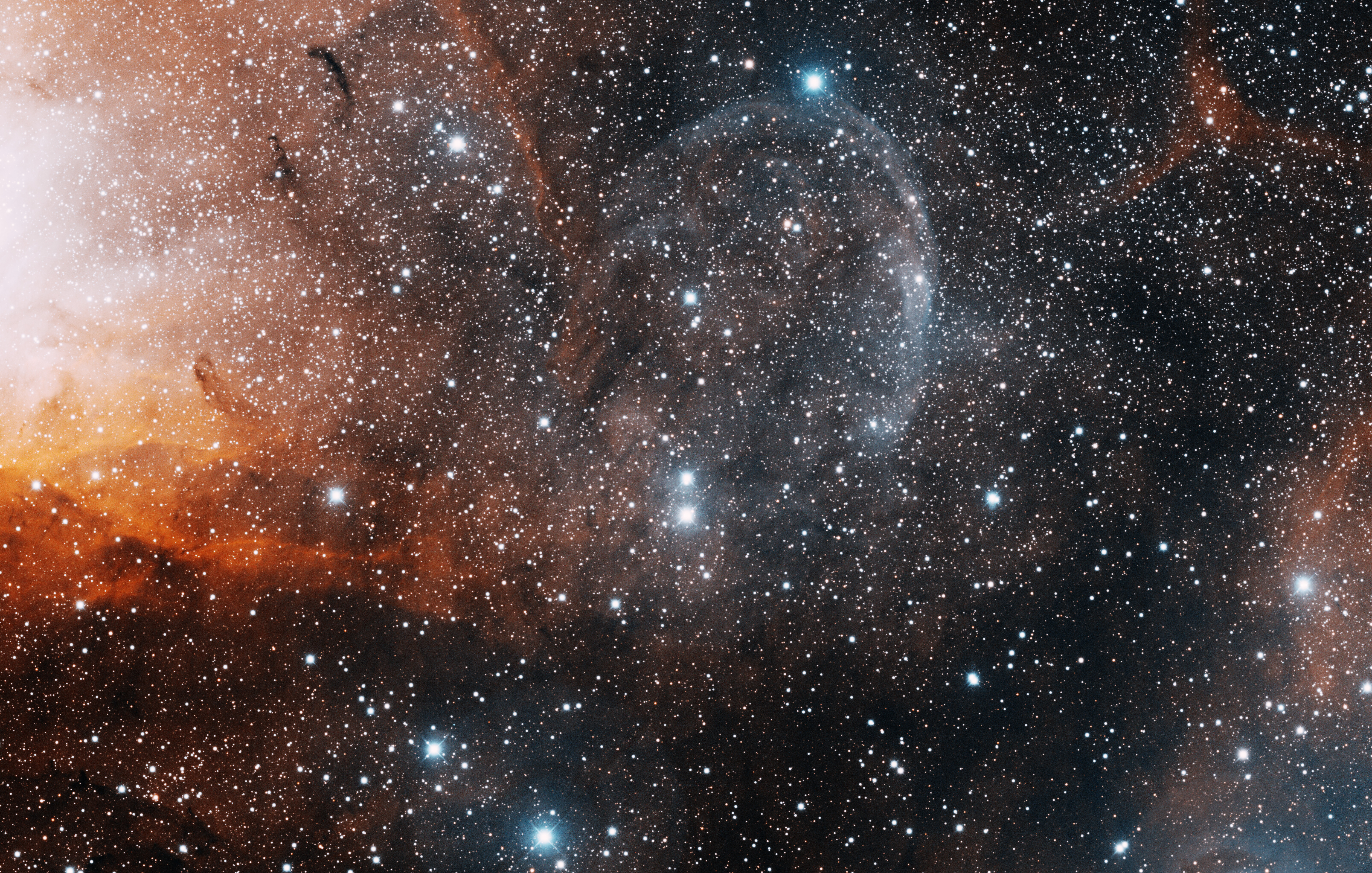
A estrela companheira do buraco negro Cygnus X-1 é a mais brilhante das duas estrelas perto do centro da foto. Crédito: T.A. Rector (Universidade do Alasca em Anchorage) e H. Schweiker (WIYN e NOIRLab/NSF/AURA).

Sharpless 101 (Sh2-101) é uma região de emissão H II, também conhecida como nebulosa, localizada na constelação de Cisne. É às vezes chamada de Nebulosa Tulipa porque se assemelha ao contorno de uma tulipa quando fotografada. Foi catalogada pelo astrônomo Stewart Sharpless em seu catálogo de nebulosas de 1959. Está localizada a uma distância de cerca de 6.000 anos-luz (5.7×1016 km; 3.5×1016 milhas) da Terra.
Sh2-101, pelo menos no campo visível da Terra, está próxima ao microquasar Cygnus X-1, local de um dos primeiros buracos negros suspeitos. Cygnus X-1 está localizado a cerca de 15 minutos de arco a oeste de Sh2-101. A estrela companheira de Cygnus X-1 é uma supergigante de classe espectral O9.7 Iab, com uma massa de 21 massas solares e 20 vezes o raio do Sol. O período do sistema binário é de 5,8 dias e o par está separado por 0,2 unidades astronômicas. O buraco negro possui uma massa de 15 massas solares e um raio de Schwarzschild de 45 km. Um choque em arco é criado por um jato de partículas energéticas do buraco negro à medida que interagem com o meio interestelar. Pode ser visto como um arco na parte superior da foto à esquerda.

## Link externo
- Sharpless Catalog Arquivado em 2011-09-30 no Wayback Machine

Predefinição:Sh2 objects